# Cantonul Aubergenville
Cantonul Aubergenville este un canton din arondismentul Mantes-la-Jolie, departamentul Yvelines, regiunea Île-de-France , Franța.

## Comune
- Aubergenville (reședință)
- Aulnay-sur-Mauldre
- Bazemont
- Bouafle
- Ecquevilly
- Flins-sur-Seine
- Herbeville
- Mareil-sur-Mauldre
- Maule
- Montainville
- Nézel